# Biserica Sfântul Donat din Zadar
Biserica Sfântul Donat (în croată Crkva sv. Donata) este o biserică catolică situată în Zadar, Croația. Numele ei se referă la Donat din Zadar, care a început construcția acestei biserici în secolul al IX-lea, plasând-o în partea de nord-est a forului roman.
Inițial numită Biserica Sfânta Treime, în secolul al XV-lea i-a fost schimbat hramul după Sfântul Donat. Biserica este cea mai mare clădire preromanică din Croația. Este, de asemenea, un exemplu de tip centralizat al perioadei carolingiene în Europa.

## Istorie
Începutul construcției bisericii a fost plasat în a doua jumătate a secolului al VIII-lea și se presupune că a fost finalizată în secolul al IX-lea. Episcopul și diplomatul Donat din Zadar (secolele al VIII-lea și al IX-lea) este creditat cu construirea bisericii. A condus ambasadele orașelor dalmate de pe lângă Constantinopol și Carol cel Mare, motiv pentru care această biserică seamănă puțin cu capelele curții ale lui Carol cel Mare, în special cu cea din Aachen (azi Catedrala din Aachen), și, de asemenea, cu Bazilica San Vitale din Ravenna. Aparține perioadei arhitecturale preromanice.
Biserica circulară, altădată cu cupolă, are 27 m înălțime și se caracterizează prin simplitate și primitivism tehnic. Are trei abside situate radial și un deambulator în jurul zonei centrale, surmontat de galerie circulară. Forma circulară este tipică epocii medievale timpurii din Dalmația. A fost construită pe locul unde se afla forul roman, iar la construcția sa au fost folosite materiale din clădirile din acesta din urmă. Dintre fragmentele care sunt încorporare în fundații se mai pot distinge rămășițele unui altar de jertfă pe care este scris IVNONI AVGUSTE IIOVI AVGUSTO.
Folosirea bisericii a variat pe parcursul existenței sale; în timpul stăpânirii Republicii Veneția a fost un depozit, precum și în timpul ocupației franceze și sub austrieci. După ce orașul a fost anexat Iugoslaviei, a servit ca muzeu arheologic pentru o scurtă perioadă de timp. Clădirea este utilizată în prezent ca loc de concert pentru Festivalul Internațional anual de Muzică Medievală Renascentistă (Serile muzicale din Sf. Donat) datorită acusticii sale.

## Galerie

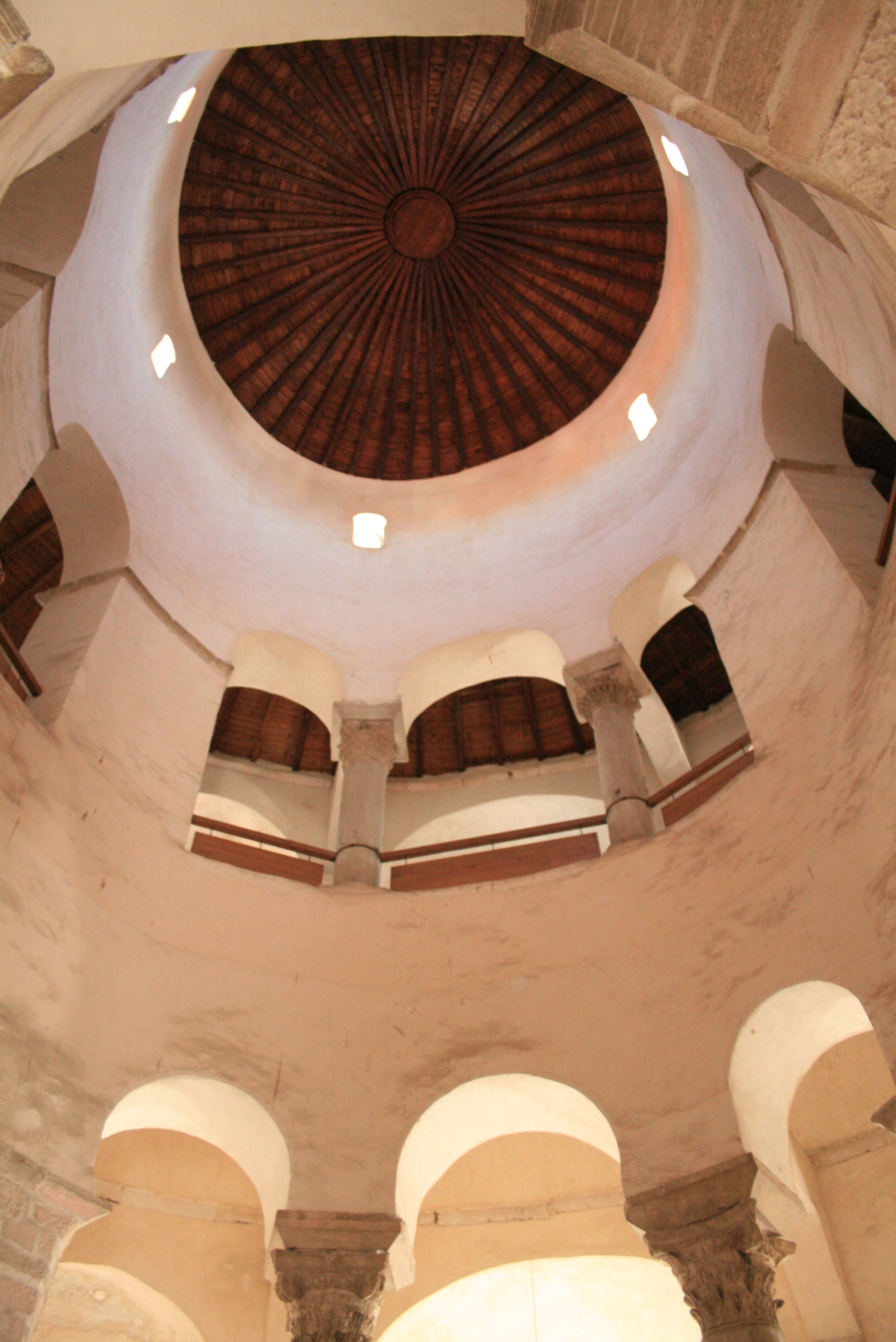
Interior
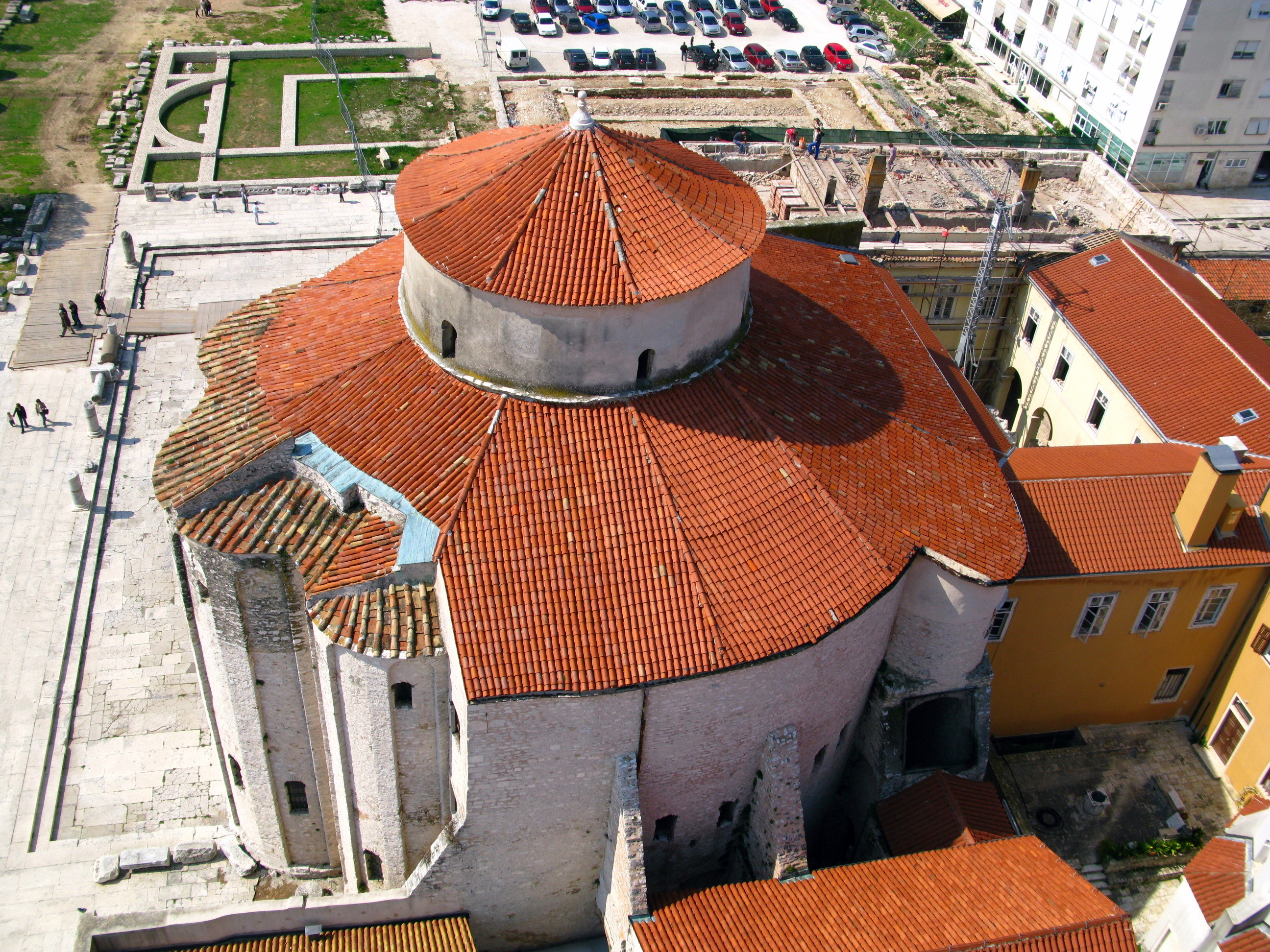
Vedere aeriană
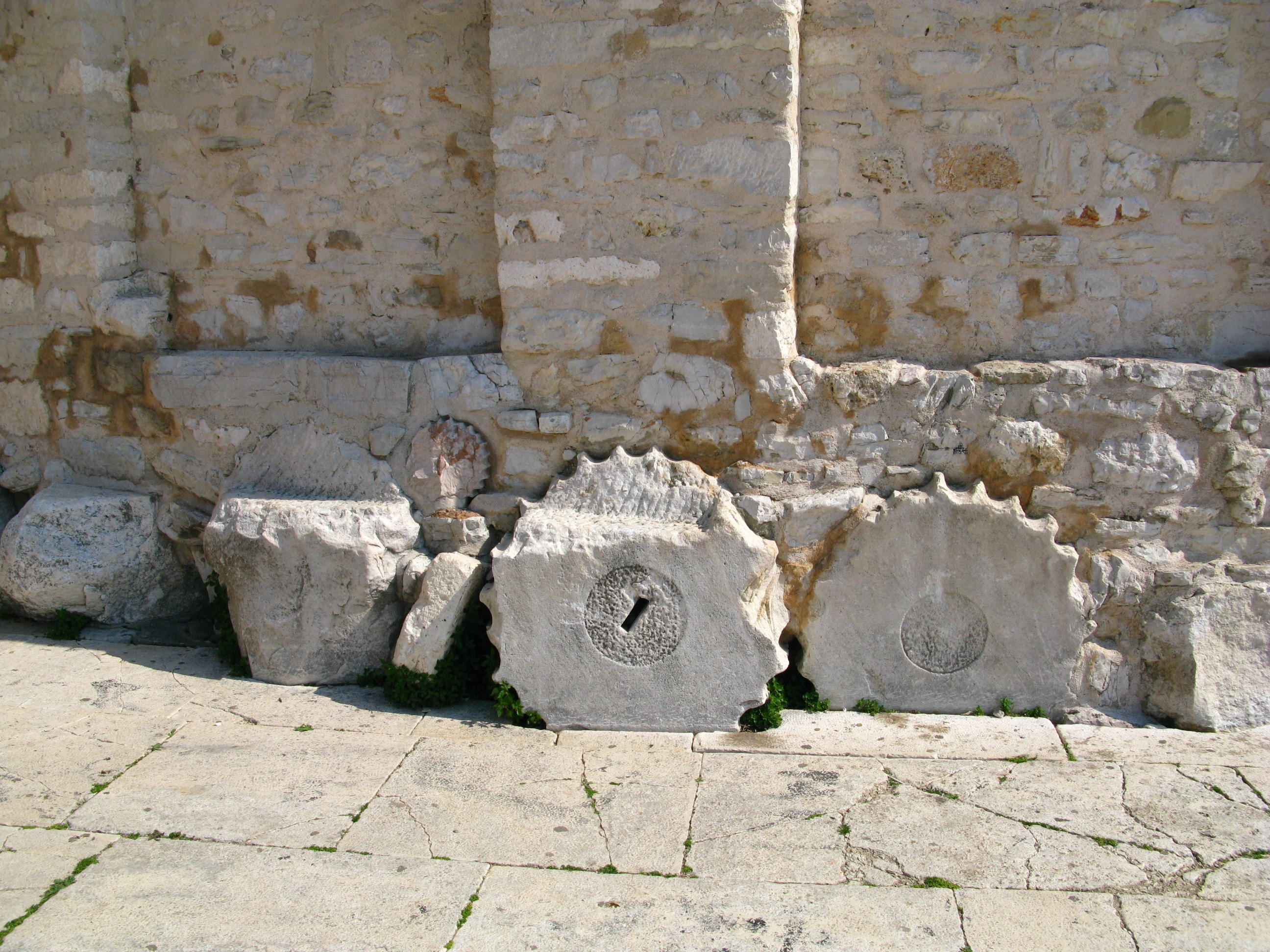
Detaliu
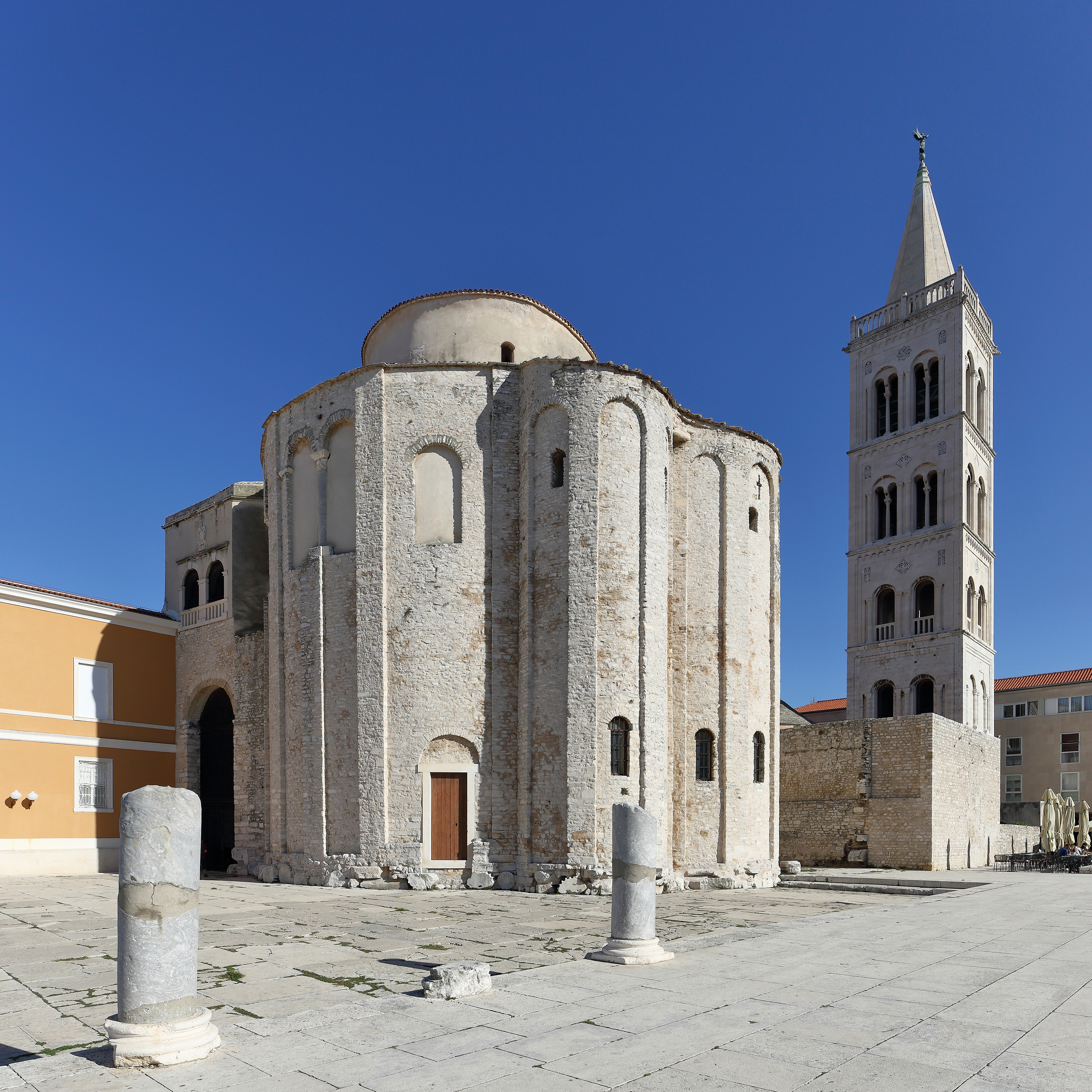
Cu clopotnița Catedralei din Zadar
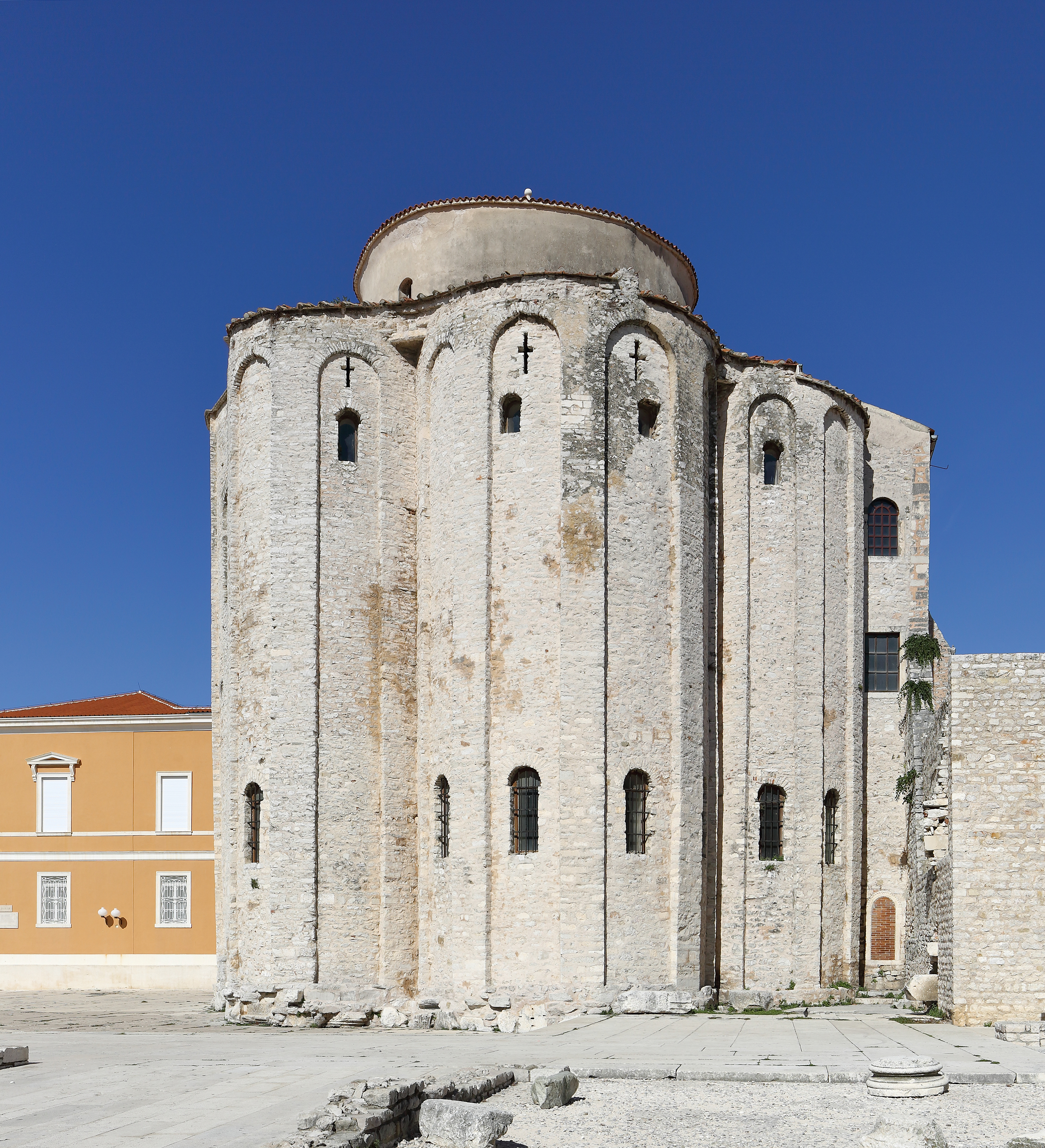
După cum se vede dimineața
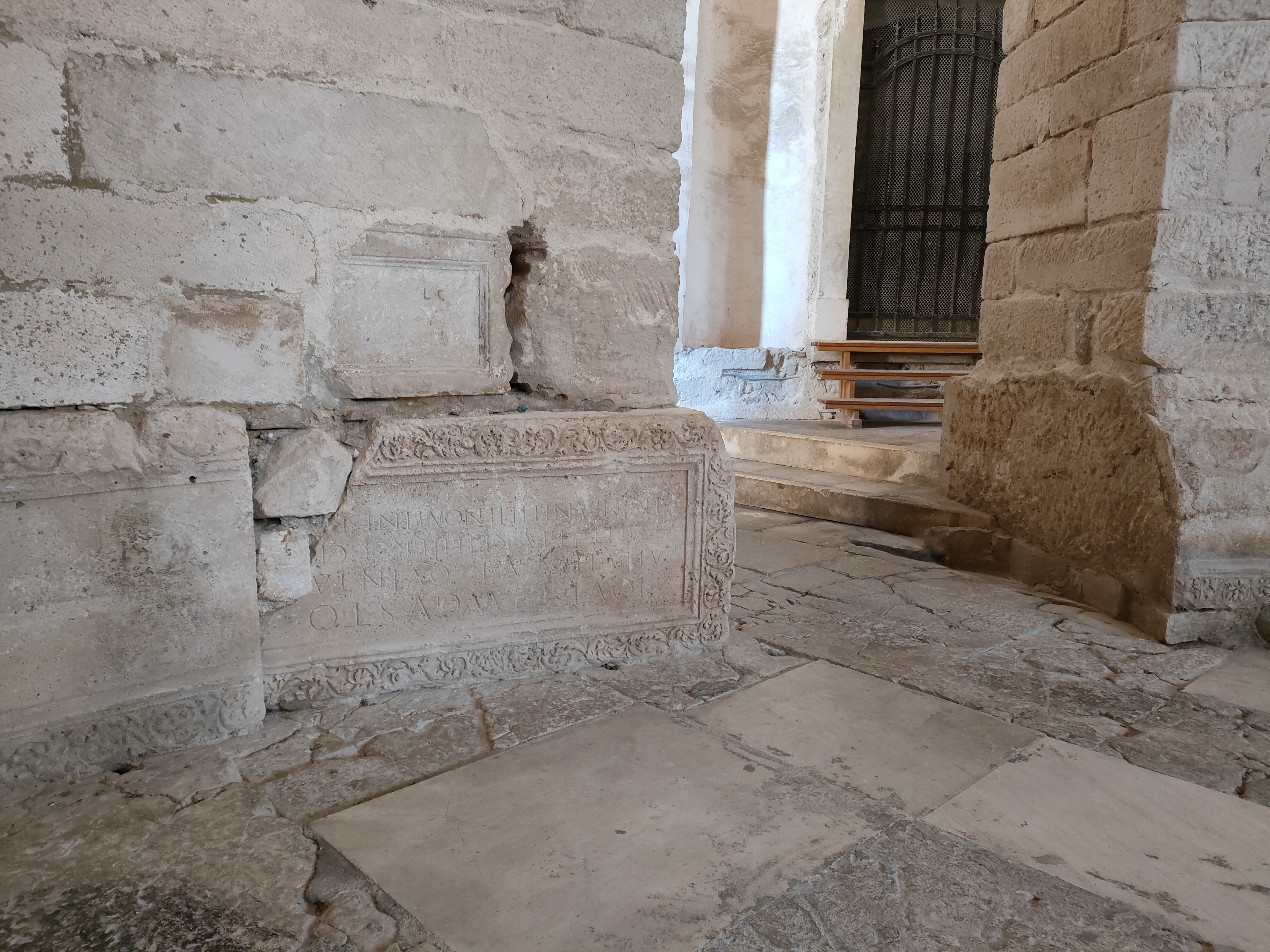
Ruinele templului roman folosite la fundație
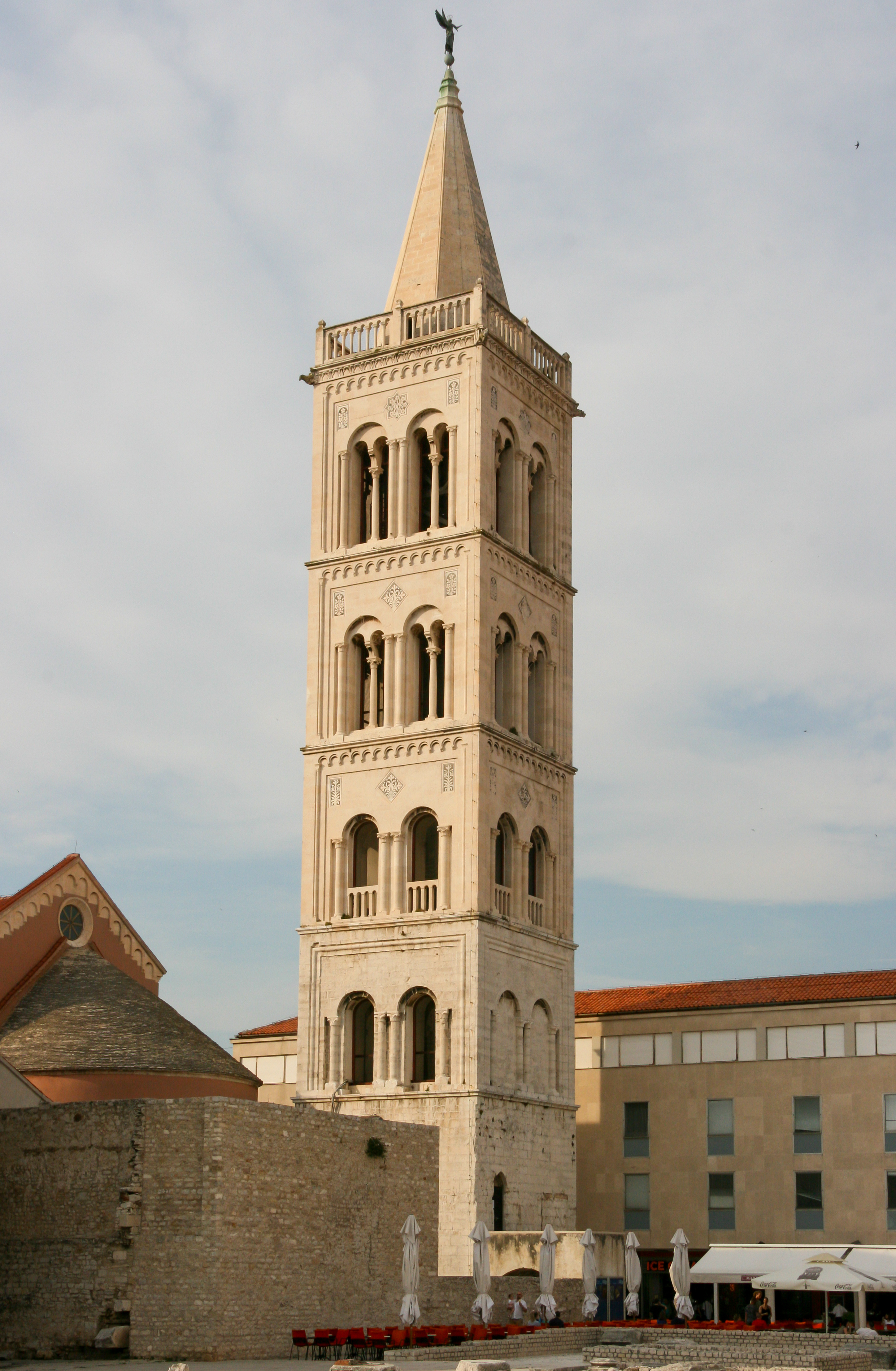
Clopotniță